# Biathlon aux Jeux olympiques de 2010 – Départ groupé femmes
Navigation
Turin 2006 Sotchi 2014
L'épreuve féminine du 12,5 km départ groupé (ou Mass start) aux Jeux olympiques d'hiver de 2010 a lieu le 21 février 2010 à 13 heures au Parc olympique de Whistler. Elle est remportée par l'Allemande Magdalena Neuner devant la Russe Olga Zaïtseva et l'autre Allemande Simone Hauswald.

## Médaillés
| Or                     | Argent              | Bronze                |
| Magdalena Neuner (GER) | Olga Zaïtseva (RUS) | Simone Hauswald (GER) |

## Résultats
La course commence à 13 h 00.
Légende : C - Couché ; D - Debout
| Rang                                | Dossard | Athlète                   | Nationalité | Pénalités (C+C+D+D) | Temps         | Retard        |
| ----------------------------------- | ------- | ------------------------- | ----------- | ------------------- | ------------- | ------------- |
| Médaille d'or, Jeux olympiques      | 2       | Magdalena Neuner          | Allemagne   | 2 (1+0+1+0)         | 35 min 19 s 6 |               |
| Médaille d'argent, Jeux olympiques  | 16      | Olga Zaïtseva             | Russie      | 1 (0+0+1+0)         | 35 min 25 s 1 | +5 s 5        |
| Médaille de bronze, Jeux olympiques | 12      | Simone Hauswald           | Allemagne   | 2 (0+0+2+0)         | 35 min 26 s 9 | +7 s 3        |
| 4                                   | 13      | Olga Medvedtseva          | Russie      | 0 (0+0+0+0)         | 35 min 40 s 8 | +21 s 2       |
| DSQ                                 | 15      | Teja Gregorin             | Slovénie    | 1 (0+0+0+1)         | 35 min 49 s 0 | +29 s 4       |
| 5                                   | 7       | Daria Domratcheva         | Biélorussie | 1 (0+0+1+0)         | 35 min 53 s 2 | +33 s 6       |
| 6                                   | 17      | Sandrine Bailly           | France      | 2 (0+0+2+0)         | 36 min 02 s 0 | +42 s 4       |
| 7                                   | 1       | Anastasia Kuzmina         | Slovaquie   | 3 (1+1+1+0)         | 36 min 02 s 9 | +43 s 3       |
| 8                                   | 9       | Andrea Henkel             | Allemagne   | 1 (1+0+0+0)         | 36 min 13 s 5 | +53 s 9       |
| 9                                   | 8       | Helena Jonsson            | Suède       | 2 (1+1+0+0)         | 36 min 15 s 9 | +56 s 3       |
| 10                                  | 19      | Ann Kristin Flatland      | Norvège     | 4 (0+2+1+1)         | 36 min 16 s 0 | +56 s 4       |
| 11                                  | 27      | Olena Pidhrushna          | Ukraine     | 2 (1+0+0+1)         | 36 min 22 s 8 | +1 min 03 s 2 |
| 12                                  | 11      | Anna Carin Olofsson-Zidek | Suède       | 4 (1+1+1+1)         | 36 min 22 s 9 | +1 min 03 s 3 |
| 13                                  | 14      | Svetlana Sleptsova        | Russie      | 3 (0+2+0+1)         | 36 min 23 s 3 | +1 min 03 s 7 |
| 14                                  | 6       | Marie-Laure Brunet        | France      | 3 (0+0+1+2)         | 36 min 39 s 5 | +1 min 19 s 9 |
| 15                                  | 5       | Marie Dorin               | France      | 1 (1+0+0+0)         | 36 min 40 s 9 | +1 min 21 s 3 |
| 16                                  | 20      | Liudmila Kalinchik        | Biélorussie | 1 (0+0+0+1)         | 36 min 55 s 2 | +1 min 35 s 6 |
| 17                                  | 3       | Tora Berger               | Norvège     | 4 (1+0+1+2)         | 36 min 58 s 3 | +1 min 38 s 7 |
| 18                                  | 18      | Valj Semerenko            | Ukraine     | 3 (0+2+1+0)         | 37 min 12 s 5 | +1 min 52 s 9 |
| 19                                  | 24      | Krystyna Pałka            | Pologne     | 1 (1+0+0+0)         | 37 min 22 s 6 | +2 min 03 s 0 |
| 20                                  | 25      | Weronika Nowakowska       | Pologne     | 4 (1+2+1+0)         | 37 min 34 s 0 | +2 min 14 s 4 |
| 21                                  | 29      | Nadezhda Skardino         | Biélorussie | 1 (0+0+0+1)         | 37 min 38 s 1 | +2 min 18 s 5 |
| 22                                  | 26      | Agnieszka Cyl             | Pologne     | 5 (0+1+2+2)         | 37 min 54 s 7 | +2 min 35 s 1 |
| 23                                  | 23      | Éva Tófalvi               | Roumanie    | 5 (0+1+2+2)         | 38 min 00 s 7 | +2 min 41 s 1 |
| 24                                  | 10      | Kati Wilhelm              | Allemagne   | 5 (1+3+1+0)         | 38 min 37 s 7 | +3 min 18 s 1 |
| 25                                  | 30      | Andreja Mali              | Slovénie    | 4 (0+2+0+2)         | 38 min 53 s 9 | +3 min 34 s 3 |
| 26                                  | 4       | Ielena Khroustaliova      | Kazakhstan  | 5 (2+2+1+0)         | 39 min 01 s 3 | +3 min 41 s 7 |
| 27                                  | 28      | Anna Maria Nilsson        | Suède       | 4 (1+1+1+1)         | 39 min 05 s 8 | +3 min 46 s 2 |
| 28                                  | 21      | Oksana Khvostenko         | Ukraine     | 3 (0+2+1+0)         | 39 min 11 s 0 | +3 min 51 s 4 |
| 29                                  | 22      | Anna Boulyguina           | Russie      | 8 (4+1+2+1)         | 39 min 17 s 2 | +3 min 57 s 6 |